# Patrick Cazal
Patrick Cazal (* 6. April 1971 in Saint-Joseph, Réunion) ist ein französischer Handballtrainer und ehemaliger Handballspieler. Er ist 1,85 m groß und wiegt 90 kg.
Nach seinem Umzug auf das französische Festland bekam Cazal bei Paris-Asnières seinen ersten Profivertrag. Bald schon wechselte der Rückraumspieler zum Serienmeister Montpellier HB, wo er 1995, 1998 und 1999 französischer Meister wurde sowie 1999 den französischen Pokal gewann. Im selben Jahr wechselte er in die spanische Liga ASOBAL zu Bidasoa Irún. Bei den Basken blieb er aber erfolglos, sodass er 2002 in die deutsche 1. Handball-Bundesliga zum TUSEM Essen wechselte. Hier gewann er 2005 den EHF-Pokal, kehrte aber nach dem Zwangsabstieg seines Clubs nach Frankreich zurück, wo er bei Dunkerque HBGL seine Karriere ausklingen ließ. Nachdem Cazal 2008 seine Karriere beendet hatte, wurde er Co-Trainer von Dunkerque HBGL. Im Jahre 2011 übernahm er das Traineramt von Dunkerque HBGL, mit dem er 2013 den Ligapokal und 2014 die Meisterschaft gewann. Sein Vertrag wurde von Dunkerque über die Saison 2021/22 hinaus nicht verlängert. Zwischen September 2022 und April 2024 war er Nationaltrainer Tunesiens. Seit der Saison 2025/26 trainiert er den Schweizer Zweitligisten CS Chênois Genève Handball.
Patrick Cazal hat 171 Länderspiele für die Französische Männer-Handballnationalmannschaft bestritten. 1995 und 2001 wurde er mit Frankreich Weltmeister; 1997 und 2003 holte er WM-Bronze.